# Australian Open 2016 - Doppio leggende maschile
L'anno scorso il torneo non fu terminato.
Jonas Björkman e Thomas Johansson hanno sconfitto in una finale tutta svedese Thomas Enqvist e Magnus Norman per 4-34, 1-4, 4-33.

## Tabellone

### Legenda
| - Q = Qualificato - WC = Wild card - LL = Lucky loser | - ALT = Alternate - SE = Special Exempt - PR = Protected Ranking | - w/o = Walkover - r = Ritirato - d = Squalificato |

### Finale
|  | Finale                          |                                 |    |   |   |  |
|  |                                 |                                 |    |   |   |  |
|  | Jonas Björkman Thomas Johansson | Jonas Björkman Thomas Johansson | 4  | 1 | 4 |  |
|  | Thomas Enqvist Magnus Norman    | Thomas Enqvist Magnus Norman    | 34 | 4 | 3 |  |

### Gruppo Newcombe
|  |                                  | J Bjorkman T Johansson | H Leconte M Philippoussis | W Ferreira M Wilander | W Arthurs M Chang | RR V–P | Set V–P | Game V–P | Posizione |
|  | Jonas Björkman Thomas Johansson  |                        | 4-32, 4-2                 | 2-4, 4-2, 4-2         | 33-4, 4-32, 4-34  | 3-0    | 6-2     | 29-23    | 1         |
|  | Henri Leconte Mark Philippoussis | 23-4, 2-4              |                           | 4-1, 4-2              | 4-2, 4-1          | 2-1    | 4–2     | 21-14    | 2         |
|  | Wayne Ferreira Mats Wilander     | 4-2, 2-4, 2-4          | 1-4, 2-4                  |                       | 4-33, 2-4, 4-34   | 1-2    | 3-6     | 21-28    | 3         |
|  | Wayne Arthurs Michael Chang      | 4-33, 23-4, 43-4       | 1-4, 2-4                  | 43-4, 4-2, 33-4       |                   | 0–3    | 2-6     | 23-29    | 4         |

La classifica viene stilata in base ai seguenti criteri: 1) Numero di vittorie; 2) Numero di partite giocate; 3) Scontri diretti (in caso di due giocatori pari merito ); 4) Percentuale di set vinti o di games vinti (in caso di tre giocatori pari merito ); 5) Decisione della commissione.

### Gruppo Roche
|  |                                | P Cash G Ivanisevic | T Enqvist M Norman | M Bahrami G Forget | T Woodbridge M Woodforde | RR V–P | Set V–P | Game V–P | Posizione |
|  | Pat Cash Goran Ivanišević      |                     | 43-4, 4-1, 2-4     | 4-2, 43-4, 1-4     | 2-4, 2-4                 | 0–3    | 2-6     | 21–27    | 4         |
|  | Thomas Enqvist Magnus Norman   | 4-34, 1-4, 4-2      |                    | 4-34, 33-4, 4-34   | 1-4, 2-4                 | 2–1    | 4–4     | 23–27    | 1         |
|  | Mansour Bahrami Guy Forget     | 2-4, 4-34, 4-1      | 43-4, 4-33, 43-4   |                    | non giocato              | 1-1    | 3-3     | 20-19    | 3         |
|  | Todd Woodbridge Mark Woodforde | 4-2 4-2             | 4-1, 4-2           | non giocato        |                          | 2-0    | 4-0     | 16-7     | 2         |

La classifica viene stilata in base ai seguenti criteri: 1) Numero di vittorie; 2) Numero di partite giocate; 3) Scontri diretti (in caso di due giocatori pari merito ); 4) Percentuale di set vinti o di games vinti (in caso di tre giocatori pari merito ); 5) Decisione della commissione.